# 縣里戰役
縣里戰役，联合国军方面称昭阳江战役（英語：Battle of the Soyang River）由中朝部队在第五次战役第二阶段发起。中朝联合司令部部署了志愿军12军、20军和27军，人民军第2，3，5军团于1951年5月16日向縣里地区的韩3军（下辖韩3师和韩9师）等部发起围歼作战。至19日縣里戰役结束，志愿军宣稱歼灭韩3，9师大部，重创韩5，7师，并打击了美2师和法国营各一部。战役结束后，李奇微将军撤销了韩3军的番号。

## 背景
第五次战役第一阶段从4月22日开始，至28日结束，志愿军统计歼敌23,000人，自己伤亡30,000人，未完成战役任务。此时，联合国军将美骑兵1师、美3师、美24师、美25师、英28旅、英29旅、土耳其旅、韩1师等部重兵布防于汉城地区，造成西重东轻局面。5月6日，中朝联合司令部发布了第二阶段作战命令，决定先歼灭縣里的韩3，5，9师，而后歼灭韩首都师和11师。其中9兵团（缺26军，附属12军）担负縣里围歼任务，3兵团（欠12军）正面攻击美2，7师并阻止美10军东援，朝鲜人民军一部配合9兵团作战，19兵团在西线牵制美军主力。
5月9日，志愿军主力开始向东移动，中国人民志愿军第19兵团和朝鲜人民军第1军团实施佯动。至16日，19兵团和1军团攻至汉江西岸，并作出了从汉城以西渡江的姿态。5月12日，李奇微判断中朝部队将于西线发起进攻，遂取消了第8集团军司令范弗利特的进攻计划，将美7师和韩2师西调以增强防守。与此同时，志愿军3，9兵团和人民军各军抵达战役指定位置，预计于16日18时发起进攻。

## 经过
16日18时，志愿军按计划发起战役，迅速突破韩军阵地。24时，20军60师在九万里以东15公里的地段上强渡昭阳江，攻占韩7师8团阵地。其先头部队178团至17日7时突进25公里，占领后坪里、马峙里。师主力迅速跟进，于17时切断了韩3，9师撤退道路。于此同时，20军58师突破昭阳江，于18日1时控制龙浦公路，与人民军5，6师构成了对縣里韩军合围的对内正面。27军各部于16日23时开始进攻，其81师担任穿插任务，师长兼政委孙瑞夫亲自坐镇前锋242团2营作战。此部突进28公里，于17日5时切断了韩3军西南退路。79师从昭阳江北岸进攻，歼灭韩7师8团3营，至18日突入韩军阵地20公里，从西南方向构成合围的对外正面。
12军突破后于三聚里歼灭韩5师一部，但遭遇美2师和法国营的阻击，进展缓慢，未按时到底指定地点。人民军第5军团于17日13时切断韩军东南退路，并与志愿军20军合钳。人民军第2军团未完成任务,第3军团随2军团参加战斗，至此中朝军队完成了对縣里韩3军的包围。
18日晨縣里韩3、9师向东和东南方向发起突围，与此同时志愿军20军和朝鲜人民军5军团从东西方向发起进攻。战至19日，两个师大部溃散或被歼。同时韩5、7师余部撤退至洪川、横城东北，縣里戰役结束，志愿军20军和人民军5军团就地清剿韩军残部。靠近东海岸的韩首都师和11师撤退至文津和江陵。

## 后续

### 伤亡
中朝方估计至5月21日，在縣里方向歼灭联合国军（主要是韩军）18,000人；连同西线的佯动和进攻作战，第二阶段共歼灭联合国军21,000人。中朝军队在整个第五次战役第二阶段战损10,000人。
韩3军各部伤亡、溃散严重，从19日开始其余部集结情况如下：
|       | 集结人数    | 集结人数    | 集结人数       |
| ----- | ----------- | ----------- | -------------- |
| 番号  | 5月19日17时 | 5月20日16时 | 5月20日稍晚些  |
| 韩3师 | 727         | 3,521       | 3,621（43.3%） |
| 韩9师 | 1,323       | 4,582       | 4,582（40%）   |